# Muriella d'Altavilla
Muriella di Altavilla (in francese Muriel de Hauteville) (... – 1119) è stata una principessa normanna.

## Biografia
Era figlia terzogenita del sovrano normanno il Gran Conte Ruggero I d'Altavilla e della seconda moglie Eremburga di Mortain, anch'essa di stirpe normanna discendente dei conti di Mortain.
Muriella andò in sposa a uno dei fedelissimi del sovrano normanno, Giosberto de Luci, appartenente a uno dei più importanti lignaggi della normandia ducale , che aveva possedimenti terrieri nei dintorni di Termini Imerese, Vicari e nella Calabria meridionale nei pressi della residenza del Gran Conte Ruggero a Mileto.
Dal matrimonio tra Giosberto e Muriella, nacquero almeno due figli:
- Bartolomeo de Luci, conte di Paternò dal 1194 al 1200, conte di Butera e Maestro Giustiziere della Calabria;
- Alfonso de Luci (Alphonse de Luci o de Lucy, in latino: Anfusus de Luci) che descrisse se stesso in un documento del 1171 come "consanguineo" del Re Guglielmo [3].

## Ascendenza
|                        |   |                         | Genitori                 |  |  | Nonni |  |  | Bisnonni |  |  | Trisnonni |  |
|                        |   |                         |                          |  |  |       |  |  | …        |  |  | …         |  |
|                        |   |                         |                          |  |  |       |  |  | …        |  |  | …         |  |
|                        |   | …                       |                          |  |  |       |  |  | …        |  |  |           |  |
| Tancredi d'Altavilla   |   |                         |                          |  |  |       |  |  | …        |  |  |           |  |
|                        |   | …                       | …                        |  |  |       |  |  |          |  |  |           |  |
|                        |   | …                       | …                        |  |  |       |  |  |          |  |  |           |  |
|                        |   | …                       | …                        |  |  |       |  |  |          |  |  |           |  |
| Ruggero I di Sicilia   |   | …                       |                          |  |  |       |  |  |          |  |  |           |  |
|                        |   | Riccardo I di Normandia | Guglielmo I di Normandia |  |  |       |  |  |          |  |  |           |  |
|                        |   | Riccardo I di Normandia | Guglielmo I di Normandia |  |  |       |  |  |          |  |  |           |  |
|                        |   | Riccardo I di Normandia | Sprota                   |  |  |       |  |  |          |  |  |           |  |
| Fresenda               |   | Riccardo I di Normandia |                          |  |  |       |  |  |          |  |  |           |  |
|                        |   | …                       | …                        |  |  |       |  |  |          |  |  |           |  |
|                        |   | …                       | …                        |  |  |       |  |  |          |  |  |           |  |
|                        |   | …                       | …                        |  |  |       |  |  |          |  |  |           |  |
| Muriella d'Altavilla   |   | …                       |                          |  |  |       |  |  |          |  |  |           |  |
|                        | … | …                       |                          |  |  |       |  |  |          |  |  |           |  |
|                        | … | …                       |                          |  |  |       |  |  |          |  |  |           |  |
|                        | … | …                       |                          |  |  |       |  |  |          |  |  |           |  |
| Guglielmo di Mortain   | … |                         |                          |  |  |       |  |  |          |  |  |           |  |
|                        |   | …                       | …                        |  |  |       |  |  |          |  |  |           |  |
|                        |   | …                       | …                        |  |  |       |  |  |          |  |  |           |  |
|                        |   | …                       | …                        |  |  |       |  |  |          |  |  |           |  |
| Eremburga di Mortain   |   | …                       |                          |  |  |       |  |  |          |  |  |           |  |
|                        |   | …                       | …                        |  |  |       |  |  |          |  |  |           |  |
|                        |   | …                       | …                        |  |  |       |  |  |          |  |  |           |  |
|                        |   | …                       | …                        |  |  |       |  |  |          |  |  |           |  |
| Matilde di Montgommery |   | …                       |                          |  |  |       |  |  |          |  |  |           |  |
|                        |   | …                       | …                        |  |  |       |  |  |          |  |  |           |  |
|                        |   | …                       | …                        |  |  |       |  |  |          |  |  |           |  |
|                        |   | …                       | …                        |  |  |       |  |  |          |  |  |           |  |
|                        |   | …                       |                          |  |  |       |  |  |          |  |  |           |  |